# B2evolution
b2evolution est un moteur de blog/CMS libre distribué sous licence GNU GPL. Ce logiciel libre développé en PHP et utilisant une base de données MySQL est un fork (une branche) de b2/cafelog comme Wordpress.
L'une des particularités de b2evolution est qu'il permet de gérer de multiples blogs sur le même site. b2evolution permet également de gérer d'autres types de contenus tels que des albums photos, des forums de discussion ou des manuels en ligne.